# Даніель Брозінські
Даніель Брозінські (нім. Daniel Brosinski, нар. 17 липня 1988, Карлсруе, Німеччина) — німецький футболіст, фланговий захисник клубу «Карлсруе».

## Ігрова кар'єра

### Клубна
Даніель Брозінські народився у місті Карлсруе і починав займатися футболом у молодіжній команді місцевого однойменного клуба. З 2007 року футболіст почав виступи у другій команді клубу у Регіональній лізі. Але в основі «Карлсруе» захисник не провів жодного матчу і влітку 2008 року перейшов до складу «Кельна». 21 лютого 2009 року відбувся дебют Даніеля Брозінські на професійному рівні.
За три сезони футболіст провів у складі «Кельна» 20 матчів і в 2011 році перейшов до клубу Третього дивізіону «Веен». Після цього Брозінські ще грав у клубах нижчих дивізіонів «Дуйсбург» та «Гройтер Фюрт».
Сезон 2014/15 Брозінські почав як футболіст клубу «Майнц 05». В команді футболіст провів вісім сезоні, зігравши в основі понад дві сотні матчів. Взимку 2023 року захисник вирішив повернутися до свого рідного клубу «Карлсруе».

### Збірна
З 2006 року Даніель Брозінські виступав за юнацькі збірні Німеччини. У 2007 році футболіст був викликаний до складу юнацької збірної (U-19) для участі у юнацькій першості Європи. Але через хворобу футболіст так і не зіграв на турнірі.